# Recetor de progesterona
Os recetores de progesterona, também denominados NR3C3 (recetor nuclear subfamília 3, grupo C, membro 3) são proteínas presentes no interior das células do tecido reprodutivo feminino e ativada pela hormona progesterona.